# Paraseiulus minutus
Paraseiulus minutus är en spindeldjursart som beskrevs av Athias-Henriot 1978. Paraseiulus minutus ingår i släktet Paraseiulus och familjen Phytoseiidae. Inga underarter finns listade i Catalogue of Life.